# Flaga stanowa Nebraski
Błękit oznacza przynależność do Unii. Na pieczęci przedstawiono główne cechy krajobrazu stanu - Góry Skaliste i rzekę Missouri. Kowal symbolizuje przemysł, a snopy zboża rolnictwo. Parowiec i pociąg podkreślają rolę transportu w rozwoju Nebraski.
Przyjęta 2 kwietnia 1925 roku. Proporcje nieustalone.